# Santa Cruz de Lorica
Lorica [, Santa Cruz de] là một khu tự quản thuộc tỉnh Córdoba, Colombia. Thủ phủ của khu tự quản Lorica [, Santa Cruz de] đóng tại Lorica Khu tự quản Lorica [, Santa Cruz de] có diện tích 960 ki lô mét vuông. Đến thời điểm ngày 28 tháng 5 năm 2005, khu tự quản Lorica [, Santa Cruz de] có dân số 100543 người.